# Satyrus monocellata
Satyrus monocellata är en fjärilsart som beskrevs av Ruggero Verity 1953. Satyrus monocellata ingår i släktet Satyrus och familjen praktfjärilar. Inga underarter finns listade.